# Дискосвиньи
«Дискосвиньи» (англ. Disco Pigs) — ирландский фильм 2001 года, режиссёр Кирстен Шеридан, автор сценария Энда Уолш, фильм создан по его одноимённой пьесе 1996 года. Киллиан Мёрфи и Элейн Кэссиди в роли подростков из города Корк, которые связаны между собою всю жизнь, но в то же время нездоровой дружбой, которая приобретает взрывоопасный характер к моменту приближения зрелости.
Приз Ирландской киноакадемии по итогам 2002 года за главную женскую роль.

## Сюжет
Сюжет вращается вокруг тесных отношений главных действующих лиц — двоих подростков Даррена и Синид по кличке «Свин» и «Свинка». Свин и Свинка родились в одной и той же больнице, практически в одно и то же время и росли по соседству. Это привело их к очень близким отношениям с элементами телепатической связи. У них возник свой идиосинкратический «язык». Они живут в своем собственном мире и едва общаются с окружающим. Впрочем, до того момента как им исполняется по 17 лет, их дружба остаётся очень сильной, но нездорового характера. 

Однако в конце концов на Свинку обращает внимание молодой человек из её школы и она отвечает ему взаимностью, прямо перед тем как Свин начинает видеть в Свинке женщину. В их семнадцатилетие становится всё более очевиден жестокий характер Свина. Его романтические намерения по отношению к Свинке становятся очевидными, когда он целует её после потасовки на вечеринке. Свинка тем не менее не желает дать Свину то, чего он хочет. Она не знает, как отвергнуть его; поэтому она продолжает дружить с ним, но при этом испытывает чувство неловкости и замкнутости. Свин остается все также близок по отношению к Свинке, и в конечном счете их тесные отношения вызывает озадаченность в школе, которую они посещают. Их разделяют и Свинку посылают в закрытое учебное заведение. Свин в отчаянии, он решает во что бы то ни стало отыскать Свинку и сделать её снова своей. Это запускает необратимую цепь событий, которая в конечном итоге закончится трагедией.

## Персонажи
Даррена/Свина играет Киллиан Мёрфи, который также сыграл аналогичную роль в спектакле. Свинка — это единственный человек, которого хорошо знает Свин. Он не может представить себе мир, в котором Свинки не существует. Вместе они создали сюрреалистический мир, где образовалась маленькая граница между реальностью и мечтами, где существуют только двое, Свин и Свинка. Свин странный, переменчивый мечтатель. 
Шинейд/Свинку играет Элейн Кэссиди. Из двух персонажей она более спокойна. Когда события, в которые вовлечён Свин, приводят его в состоянии звериной дикости, Свинка тихо отступает. Несмотря на мягкий нрав, она более независима. Айлин Уолш исполняла эту роль в театральной версии. 
Свин и Свинка — единственные действующие лица в театральной версии. Остальные персонажи присутствуют только со слов ребят. В фильме кроме Свина и Свинки фигурируют также другие персонажи, преимущественно несовершеннолетние подростки.